# 스노리 토르핀손
스노리 토르핀손(고대 노르드어: Snorri Þorfinnsson, 10??년 - 1090년)은 토르핀 카를세프니와 구드리드 토르뱌르나르도티르의 아들이다. 유럽계 사람으로서 미주대륙 본토(그린란드 제외)에서 태어난 최초의 사람이다. 아이슬란드의 기독교화에 일조하였다.
정확한 생년은 불명이다. 1005년, 1009년, 1012년 등이 제안되어 있고, 대체로 1004년에서 1013년 사이로 비정된다. 빈란드 사가들을 보면 스노리가 3세 때 스크렐링기 원주민들과의 불화 때문에 일가족이 빈란드를 버리고 떠났고, 아이슬란드 Seyluhreppur의 Glaumbær 농장으로 돌아갔다고 한다.

스노리 토르핀손은 슬하에 1녀(할프리드) 1남(토르게이르)을 두었다. 할프리드는 스칼홀트 주교 토를락 루놀프손의 어머니다. 또한 스노리의 남동생 토르뵤른 토르핀손의 후손 중에 뵤른 길손도 홀라르 주교가 되었다. 토르게이르는 윙그빌드라는 딸을 낳았고, 윙그빌드는 홀라르 주교 브란드 세문다르손을 낳았다. 19세기 사람인 덴마크 조각가 베르텔 토르발센은 스노리 토르핀손의 후손을 자칭했다.
13세기 문헌들을 보면, 스노리 토르핀손은 스노리 토르그림손과 함께 아이슬란드를 기독교화한 주역이었다고 한다. 이 두 사람은 “기독교도 족장의 모범”으로 칭해졌다. 그린란드 사람들의 사가에 보면 스노리가 글라움바에르에 최초의 교회를 지어 그 일대에 기독교의 영향력을 드높였다고 한다. 그 후손들 중에서 아이슬란드 최초의 주교들이 나왔다.